# Elyra trevivittalis
Elyra trevivittalis är en fjärilsart som beskrevs av Moore. Elyra trevivittalis ingår i släktet Elyra och familjen nattflyn. Inga underarter finns listade i Catalogue of Life.